# Opere di Diego Velázquez
La tabella è un elenco delle opere di Diego Velázquez, elencate cronologicamente.

## Elenco dei dipinti
| Dipinto | Nome                                                                                                  | Anno       | Tecnica      | Dimensioni      | Città            | Galleria                                  | Note                                                        |
| ------- | --- | ---------- | ------------ | --------------- | ---------------- | ----------------------------------------- | ----------------------------------------------------------- |
|         | Educazione della Vergine                                                                              | 1617-1618  | Olio su tela | 168x136 cm      | New Haven        | Yale University Art Gallery               |                                                             |
|         | Tre musici                                                                                            | 1617-1618  | Olio su tela | 87x110 cm       | Berlino          | Staatliche Museen                         |                                                             |
|         | Tre uomini a tavola                                                                                   | 1617-1620  | Olio su tela | 108x102 cm      | San Pietroburgo  | Museo dell'Ermitage                       |                                                             |
|         | Immacolata Concezione                                                                                 | 1618 circa | Olio su tela | 135,5x101,6 cm  | Londra           | National Gallery                          |                                                             |
|         | San Giovanni Evangelista a Patmos                                                                     | 1618 circa | Olio su tela | 135,5x102,2 cm  | Londra           | National Gallery                          |                                                             |
|         | Vecchia che frigge le uova                                                                            | 1618       | Olio su tela | 100,5x119,59 cm | Edimburgo        | National Gallery of Scotland              |                                                             |
|         | Busto di giovane di profilo                                                                           | 1618-1619  | Olio su tela | 39x36 cm        | San Pietroburgo  | Museo dell'Ermitage                       |                                                             |
|         | Il pranzo degli agricoltori                                                                           | 1618-1619  | Olio su tela | 96x112 cm       | Budapest         | Szépművészeti Múzeum                      |                                                             |
|         | Due giovani a tavola                                                                                  | 1618-1620  | Olio su tela | 65,3x105 cm     | Londra           | Wellington Museum                         |                                                             |
|         | Una domestica per la cena in Emmaus                                                                   | 1618-1620  | Olio su tela | 55x118 cm       | Dublino          | National Gallery of Ireland               |                                                             |
|         | Una domestica                                                                                         | 1618-1620  | Olio su tela | 55,7x104,5 cm   | Chicago          | Art Institute                             |                                                             |
|         | Adorazione dei Magi                                                                                   | 1619       | Olio su tela | 203x125 cm      | Madrid           | Museo del Prado                           |                                                             |
|         | San Tommaso                                                                                           | 1619-1620  | Olio su tela | 95x73 cm        | Orléans          | Musée des Beaux-Arts                      |                                                             |
|         | San Paolo                                                                                             | 1619-1620  | Olio su tela | 99x78 cm        | Barcellona       | Museu Nacional d'Art de Catalunya         |                                                             |
|         | Testa di san Paolo                                                                                    | 1619-1620  | Olio su tela | 38x29 cm        | Madrid           | Colección della contessa de Saltes        |                                                             |
|         | Cristo in casa di Marta e Maria                                                                       | 1620       | Olio su tela | 60x103,5 cm     | Londra           | National Gallery                          |                                                             |
|         | Ritratto d'uomo                                                                                       | 1620       | Olio su tela | 40x36 cm        | Madrid           | Museo del Prado                           |                                                             |
|         | Madre Jerónima de la Fuente                                                                           | 1620       | Olio su tela | 162x107 cm      | Madrid           | Museo del Prado                           |                                                             |
|         | Madre Jerónima de la Fuente                                                                           | 1620       | Olio su tela | 162,5x105 cm    | Madrid           | Colección Fernández Araoz                 |                                                             |
|         | L'acquaiolo di Siviglia                                                                               | 1620       | Olio su tela | 105x80 cm       | Londra           | Wellington Museum                         |                                                             |
|         | Padre Cristóbal Suárez de Ribera                                                                      | 1620       | Olio su tela | 197x137 cm      | Siviglia         | Museo de Bellas Artes                     | Siglato e datato                                            |
|         | La cena in Emmaus                                                                                     | 1620 circa | Olio su tela | 123x132,6 cm    | New York         | Metropolitan Museum of Art                |                                                             |
|         | San Giovanni Battista nel deserto                                                                     | 1620       | Olio su tela | 175,3x152,5 cm  | Chicago          | Art Institute                             |                                                             |
|         | Il poeta Luis de Góngora y Argote                                                                     | 1622       | Olio su tela | 50,3x40,5 cm    | Boston           | Museum of Fine Arts                       |                                                             |
|         | Ritratto di giovane                                                                                   | 1623       | Olio su tela | 55,5x38 cm      | Madrid           | Museo del Prado                           |                                                             |
|         | Vergine che consegna la pianeta a sant'Ildefonso                                                      | 1623       | Olio su tela | 165x115 cm      | Siviglia         | Museo de Bellas Artes                     |                                                             |
|         | Ritratto di uomo quarantenne (Francisco Rioja)                                                        | 1623 circa | Olio su tela | 66,5x51 cm      | Madrid           | Colección Payá                            |                                                             |
|         | Ritratto di Filippo IV da giovane                                                                     | 1623       | Olio su tela | 61,6x48,2 cm    | Dallas           | Meadows Museum                            |                                                             |
|         | Busto di gentiluomo (Juan de Fonseca?)                                                                | 1623       | Olio su tela | 52x40 cm        | Detroit          | Institute of Arts                         |                                                             |
|         | Filippo IV in piedi                                                                                   | 1624       | Olio su tela | 200x102,9 cm    | New York         | Metropolitan Museum of Art                |                                                             |
|         | Ritratto di Gaspar de Guzmán, conte duca de Olivares                                                  | 1624       | Olio su tela | 201,2x111,1 cm  | San Paolo        | Museu de Arte                             |                                                             |
|         | Gaspar de Guzmán, conte duca de Olivares                                                              | 1624-1625  | Olio su tela | 216x192,5 cm    | New York         | Hispanic Society of America               |                                                             |
|         | Gaspar de Guzmán, conte duca de Olivares                                                              | 1624-1625  | Olio su tela | 209x111 cm      | Madrid           | Colección Várez Fisa                      | In cattive condizioni di conservazione                      |
|         | Testa di donna                                                                                        | 1625       | Olio su tela | 32x24 cm        | Madrid           | Palazzo Reale                             |                                                             |
|         | Ritratto dell'infante don Carlos                                                                      | 1626-1628  | Olio su tela | 209x125 cm      | Madrid           | Museo del Prado                           |                                                             |
|         | Ritratto del buffone Juan Calabazas, detto Calabacillas                                               | 1626-1628  | Olio su tela | 175,5x106,5 cm  | Cleveland        | Museum of Art                             |                                                             |
|         | Ritratto di Filippo IV da giovane                                                                     | 1626-1628  | Olio su tela | 201x102 cm      | Madrid           | Museo del Prado                           |                                                             |
|         | Testa di cervo                                                                                        | 1626-1628  | Olio su tela | 58x44,5 cm      | Madrid           | Museo del Prado                           |                                                             |
|         | Filippo IV in piedi                                                                                   | 1626-1628  | Olio su tela | 198x101,5 cm    | Madrid           | Museo del Prado                           |                                                             |
|         | Cristo alla colonna compianto dall'anima cristiana                                                    | 1626-1628  | Olio su tela | 165x206,4 cm    | Londra           | National Gallery                          |                                                             |
|         | Ritratto di giovane a mezza figura                                                                    | 1627-1628  | Olio su tela | 89,2x69,5 cm    | Monaco           | Alte Pinakothek                           |                                                             |
|         | Trionfo di Bacco                                                                                      | 1628-1629  | Olio su tela | 165,5x227,5 cm  | Madrid           | Museo del Prado                           |                                                             |
|         | Democrito (Il geografo)                                                                               | 1628-1629  | Olio su tela | 101x81 cm       | Rouen            | Musée des Beaux-Arts                      |                                                             |
|         | Giacobbe riceve la tunica di Giuseppe                                                                 | 1630       | Olio su tela | 223x250 cm      | Madrid           | Monastero dell'Escorial                   |                                                             |
|         | Testa di Apollo                                                                                       | 1630       | Olio su tela | 36x25 cm        | New York         | Collezione privata                        |                                                             |
|         | La fucina di Vulcano                                                                                  | 1630       | Olio su tela | 223x290 cm      | Madrid           | Museo del Prado                           |                                                             |
|         | Ritratto dell'infanta Maria, regina d'Ungheria                                                        | 1630       | Olio su tela | 59,5x45,5 cm    | Madrid           | Museo del Prado                           |                                                             |
|         | Rissa tra soldati                                                                                     | 1630       | Olio su rame | 28,9x39,6 cm    | Roma             | Galleria Pallavicini                      |                                                             |
|         | Cristo crocifisso                                                                                     | 1631       | Olio su tela | 248x169 cm      | Madrid           | Museo del Prado                           |                                                             |
|         | Il principe Baltasar Carlos con un nano                                                               | 1631       | Olio su tela | 128,1x102 cm    | Boston           | Museum of Fine Arts                       |                                                             |
|         | Ritratto di Doña Antonia de Ipeñarrieta y Galdós con suo figlio Luis                                  | 1631       | Olio su tela | 205x115 cm      | Madrid           | Museo del Prado                           |                                                             |
|         | Ritratto di Don Diego del Corral y Arellano                                                           | 1631       | Olio su tela | 205x116 cm      | Madrid           | Museo del Prado                           |                                                             |
|         | San Tommaso d'Aquino confortato dagli angeli                                                          | 1631       | Olio su tela | 244x203 cm      | Orihuela         | Museo Diocesano di Arte Sacra di Orihuela |                                                             |
|         | Ritratto di Filippo IV di Spagna in marrone e argento                                                 | 1631-1632  | Olio su tela | 195–110 cm      | Londra           | National Gallery                          |                                                             |
|         | Ritratto di Isabella di Borbone in piedi                                                              | 1631-1632  | Olio su tela | 207x119 cm      | New York         | Collezione privata                        |                                                             |
|         | Don Pedro de Barberana y Aparregui                                                                    | 1631-1633  | Olio su tela | 198,2x111,8 cm  | Fort Worth       | Kimbell Art Museum                        |                                                             |
|         | Ritratto di Filippo IV                                                                                | 1632       | Olio su tela | 127,5x86,5 cm   | Vienna           | Kunsthistorisches Museum                  |                                                             |
|         | Ritratto di Isabella di Spagna                                                                        | 1632       | Olio su tela | 128,5x99,5 cm   | Vienna           | Kunsthistorisches Museum                  |                                                             |
|         | Il principe Baltasar Carlos a tre anni                                                                | 1632       | Olio su tela | 117,8x95,9 cm   | Londra           | Wallace Collection                        |                                                             |
|         | Sibilla (Juana Pacheco?)                                                                              | 1632       | Olio su tela | 62x50 cm        | Madrid           | Museo del Prado                           |                                                             |
|         | Don Juan Mateos                                                                                       | 1632       | Olio su tela | 108,5x90 cm     | Dresda           | Gemäldegalerie Alte Meister               |                                                             |
|         | Ritratto di Pablo de Valladolid                                                                       | 1632-1633  | Olio su tela | 209x123 cm      | Madrid           | Museo del Prado                           |                                                             |
|         | Don Juan de Austria                                                                                   | 1632-1633  | Olio su tela | 210x123 cm      | Madrid           | Museo del Prado                           |                                                             |
|         | La caccia al cinghiale selvatico di Filippo IV (La Tela real)                                         | 1632-1637  | Olio su tela | 182x302 cm      | Londra           | National Gallery                          |                                                             |
|         | Ritratto del Conte Duca di Olivares a cavallo                                                         | 1634       | Olio su tela | 313x329 cm      | Madrid           | Museo del Prado                           |                                                             |
|         | Ritratto di Filippo IV cacciatore                                                                     | 1634-1635  | Olio su tela | 191x126 cm      | Madrid           | Museo del Prado                           |                                                             |
|         | Ritratto del cardinale infante Fernando cacciatore                                                    | 1632-1633  | Olio su tela | 191,5x108 cm    | Madrid           | Museo del Prado                           |                                                             |
|         | Filippo III a cavallo                                                                                 | 1634-1635  | Olio su tela | 305x320 cm      | Madrid           | Museo del Prado                           |                                                             |
|         | Margherita d'Austria a cavallo                                                                        | 1634-1635  | Olio su tela | 297x309 cm      | Madrid           | Museo del Prado                           |                                                             |
|         | Isabella di Borbone a cavallo                                                                         | 1634-1635  | Olio su tela | 304,5x317,5 cm  | Madrid           | Museo del Prado                           |                                                             |
|         | Resa di Breda                                                                                         | 1634-1635  | Olio su tela | 307x367 cm      | Madrid           | Museo del Prado                           |                                                             |
|         | Cavallo bianco                                                                                        | 1634-1635  | Olio su tela | 310x245 cm      | Madrid           | Palazzo Reale                             |                                                             |
|         | Filippo IV a cavallo                                                                                  | 1634-1635  | Olio su tela | 305,5x317,5 cm  | Madrid           | Museo del Prado                           |                                                             |
|         | Santi Antonio Abate e Paolo Eremita                                                                   | 1634-1660  | Olio su tela | 257x188 cm      | Madrid           | Museo del Prado                           |                                                             |
|         | Ritratto del Conte Duca di Olivares                                                                   | 1635       | Olio su tela | 67x54,5 cm      | San Pietroburgo  | Museo dell'Ermitage                       |                                                             |
|         | Il principe Baltasar Carlos a cavallo                                                                 | 1635       | Olio su tela | 209x173 cm      | Madrid           | Museo del Prado                           |                                                             |
|         | Il principe Baltasar Carlos cacciatore                                                                | 1635-1636  | Olio su tela | 191x103 cm      | Madrid           | Museo del Prado                           |                                                             |
|         | Ritratto di scultore (Juan Martínez Montañés?)                                                        | 1635-1636  | Olio su tela | 109x107 cm      | Madrid           | Museo del Prado                           |                                                             |
|         | Il principe Baltasar Carlos a cavallo con il conte duca di Olivares presso il Palacio del Buen Retiro | 1636       | Olio su tela | 144x96,5 cm     | Londra           | Collezioni del duca di Westminster        |                                                             |
|         | Don Cristóbal Castañeda y Pernia (Il buffone Barbarossa)                                              | 1637-1640  | Olio su tela | 200x121,5 cm    | Madrid           | Museo del Prado                           |                                                             |
|         | Ritratto di Juan Calabazas                                                                            | 1638-1639  | Olio su tela | 106x83 cm       | Madrid           | Museo del Prado                           |                                                             |
|         | Ritratto di uomo                                                                                      | 1638-1640  | Olio su tela | 76x64,8 cm      | Londra           | Wellington Museum                         |                                                             |
|         | Ritratto dell'arcivescovo Fernando de Valdés y Llanos                                                 | 1639 circa | Olio su tela | 66,5x59,6 cm    | Londra           | National Gallery                          |                                                             |
|         | La mano dell'arcivescovo Fernando de Valdés y Llanos                                                  | 1639 circa | Olio su tela | 24x27 cm        | Madrid           | Palazzo Reale                             |                                                             |
|         | Ritratto di Francesco I d'Este                                                                        | 1639       | Olio su tela | 68x51 cm        | Modena           | Galleria Estense                          |                                                             |
|         | Il principe Baltasar Carlos giovinetto                                                                | 1639-1640  | Olio su tela | 128,5x99 cm     | Vienna           | Kunsthistorisches Museum                  |                                                             |
|         | Menippo                                                                                               | 1639-1642  | Olio su tela | 179x94 cm       | Madrid           | Museo del Prado                           |                                                             |
|         | Esopo                                                                                                 | 1639-1642  | Olio su tela | 179x94 cm       | Madrid           | Museo del Prado                           |                                                             |
|         | Marte                                                                                                 | 1640       | Olio su tela | 179x95 cm       | Madrid           | Museo del Prado                           |                                                             |
|         | Donna che cuce                                                                                        | 1640 circa | Olio su tela | 74x60 cm        | Washington       | National Gallery of Art                   |                                                             |
|         | Dama con ventaglio                                                                                    | 1640 circa | Olio su tela | 93x68,5 cm      | Londra           | Wallace Collection                        |                                                             |
|         | Dama con ventaglio                                                                                    | 1640 circa | Olio su tela | 71x47 cm        | Chatsworth       | Collezioni del duca di Devonshire         |                                                             |
|         | Autoritratto                                                                                          | 1640-1650  | Olio su tela | 45,8x38 cm      | Valencia         | Museo de Bellas Artes                     |                                                             |
|         | Nano con cane                                                                                         | 1640-1645  | Olio su tela | 142x107 cm      | Madrid           | Museo del Prado                           |                                                             |
|         | Incoronazione della Vergine                                                                           | 1641-1644  | Olio su tela | 176x134 cm      | Madrid           | Museo del Prado                           |                                                             |
|         | Ritratto di bambina                                                                                   | 1642 circa | Olio su tela | 51,5x41 cm      | New York         | Hispanic Society of America               |                                                             |
|         | Ritratto di Francisco Lezcano                                                                         | 1642       | Olio su tela | 107x83 cm       | Madrid           | Museo del Prado                           |                                                             |
|         | Il cardinale Borgia                                                                                   | 1643-1645  | Olio su tela | 47,5x40 cm      | Wimborne Minster | Kingston Lacy                             |                                                             |
|         | Ritratto di Filippo IV come condottiero (Il ritratto di Fraga)                                        | 1644       | Olio su tela | 129,8x99,4 cm   | New York         | Frick Collection                          |                                                             |
|         | Diego de Acedo, el Primo                                                                              | 1644       | Olio su tela | 107x82 cm       | Madrid           | Museo del Prado                           |                                                             |
|         | Ritratto di Sebastian de Morra                                                                        | 1644       | Olio su tela | 106x81 cm       | Madrid           | Museo del Prado                           |                                                             |
|         | Autoritratto                                                                                          | 1645       | Olio su tela | 104x83 cm       | Firenze          | Galleria degli Uffizi                     |                                                             |
|         | Ritratto di cavaliere dell'ordine di Santiago                                                         | 1645-1648  | Olio su tela | 66,5x56 cm      | Dresda           | Gemäldegalerie Alte Meister               |                                                             |
|         | Veduta di Saragozza                                                                                   | 1647       | Olio su tela | 181x331 cm      | Madrid           | Museo del Prado                           | Opera in collaborazione con Juan Bautista Martínez del Mazo |
|         | Ritratto di Juan Francisco de Pimentel conte di Benavente                                             | 1647       | Olio su tela | 109x88 cm       | Madrid           | Museo del Prado                           |                                                             |
|         | Ritratto dell'infanta María Teresa                                                                    | 1648       | Olio su tela | 48x37 cm        | New York         | Metropolitan Museum of Art                |                                                             |
|         | Donna come sibilla                                                                                    | 1648-1650  | Olio su tela | 64x58 cm        | Dallas           | Meadows Museum                            |                                                             |
|         | Venere Rokeby                                                                                         | 1648-1650  | Olio su tela | 122,5x175 cm    | Londra           | National Gallery                          |                                                             |
|         | Monsignor Camillo Massimi                                                                             | 1650       | Olio su tela | 73,6x58,5 cm    | Dorset           | Kingston Lacy                             |                                                             |
|         | Ferdinando Bandani (Busto di uomo, Michelangelo, barbiere del papa)                                   | 1650       | Olio su tela | 50,5x47 cm      | Madrid           | Museo del Prado                           |                                                             |
|         | Il cardinale Camillo Astalli Pamphilj                                                                 | 1650       | Olio su tela | 61x48,5 cm      | New York         | Hispanic Society of America               |                                                             |
|         | Ritratto di Juan de Pareja                                                                            | 1650       | Olio su tela | 81,3x69,9 cm    | New York         | Metropolitan Museum of Art                |                                                             |
|         | Ritratto di Juan de Córdoba                                                                           | 1650       | Olio su tela | 67x50 cm        | Roma             | Musei Capitolini                          |                                                             |
|         | Ritratto di Innocenzo X                                                                               | 1650       | Olio su tela | 140x120 cm      | Roma             | Galleria Doria Pamphilj                   |                                                             |
|         | Papa Innocenzo X                                                                                      | 1650       | Olio su tela | 82x71,5 cm      | Londra           | Wellington Museum                         |                                                             |
|         | Padiglione di Arianna nel giardino di Villa Medici a Roma                                             | 1650       | Olio su tela | 44,5x38,5 cm    | Madrid           | Museo del Prado                           |                                                             |
|         | Entrata della grotta nel giardino di Villa Medici a Roma                                              | 1650       | Olio su tela | 48x42 cm        | Madrid           | Museo del Prado                           |                                                             |
|         | Ritratto dell'infanta María Teresa, infanta di Spagna                                                 | 1651       | Olio su tela | 34,3x40 cm      | New York         | Metropolitan Museum of Art                |                                                             |
|         | Ritratto di Maria Anna d'Austria                                                                      | 1652-1653  | Olio su tela | 231x131 cm      | Madrid           | Museo del Prado                           |                                                             |
|         | Ritratto dell'infanta María Teresa di Spagna                                                          | 1652-1653  | Olio su tela | 127x98,5 cm     | Vienna           | Kunsthistorisches Museum                  |                                                             |
|         | Ritratto dell'infanta Margherita                                                                      | 1654       | Olio su tela | 128,5x100 cm    | Vienna           | Kunsthistorisches Museum                  |                                                             |
|         | Ritratto di Filippo IV                                                                                | 1655       | Olio su tela | 69x56 cm        | Madrid           | Museo del Prado                           |                                                             |
|         | Ritratto dell'infanta Margherita                                                                      | 1654 circa | Olio su tela | 70x59 cm        | Parigi           | Musée du Louvre                           |                                                             |
|         | Ritratto dell'infanta Margherita                                                                      | 1655       | Olio su tela | 115x91 cm       | Madrid           | Fundación Casa de Alba di Madrid          |                                                             |
|         | Las Meninas                                                                                           | 1656       | Olio su tela | 318x276 cm      | Madrid           | Museo del Prado                           |                                                             |
|         | Ritratto di Filippo IV                                                                                | 1655-1656  | Olio su tela | 64x53,7 cm      | Londra           | National Gallery                          |                                                             |
|         | La regina Marianna d'Austria                                                                          | 1656       | Olio su tela | 46,5x43 cm      | Dallas           | Meadows Museum                            | Probabile studio non completato                             |
|         | La regina Marianna d'Austria                                                                          | 1656       | Olio su tela | 64,7x54,6 cm    | Madrid           | Museo Thyssen-Bornemisza                  |                                                             |
|         | La favola di Aracne                                                                                   | 1657       | Olio su tela | 167x252 cm      | Madrid           | Museo del Prado                           |                                                             |
|         | Ritratto dell'Infante Filippo Prospero                                                                | 1659       | Olio su tela | 128,5x99,5 cm   | Vienna           | Kunsthistorisches Museum                  |                                                             |
|         | Mercurio e Argo                                                                                       | 1659       | Olio su tela | 83x248 cm       | Madrid           | Museo del Prado                           |                                                             |
|         | Ritratto dell'Infanta Margherita in azzurro                                                           | 1659       | Olio su tela | 127x107 cm      | Vienna           | Kunsthistorisches Museum                  |                                                             |
|         | Ritratto dell'Infanta doña Margherita d'Austria                                                       | 1660       | Olio su tela | 212x147 cm      | Madrid           | Museo del Prado                           |                                                             |